# Padon-gerinc
A Padon-gerinc vagy Padòn-gerinc, németül: Padonkamm vagy Padònkamm, olaszul: Crepes de Padon, egy markáns, kelet-nyugati fekvésű hegyvonulat az észak-olaszországi Dolomitokban. A hegygerinc csaknem teljes hosszán végigfut a Trentino megyét (Trentino-Alto Adige régiót) és a venetói Belluno megyét elválasztó régiós- és megyehatár. A hegylánc elválasztja egymástól a Buchenstein-völgyet (Fodóm-völgyet) és a Fedaia-hágó völgyét. Legmagasabb kiemelkedése a 2727 magas La Mesola (vagy Bec de Mezdi / Sass de Mezdi) hegycsúcs.

## Fekvése
A Padon-hegygerinc kb. 15 km hosszan, kelet-nyugati irányban húzódik a Központi-Dolomitok déli részén. Nyugat-északnyugaton a Fassa-völgyben fekvő Canazei fölött, a Pordoi-hágó Belvedere nevű sziklatömbjével kezdődik, szemben a Sella-csoporttal. Innen a hágó keleti lejtője a Padon-gerinc északi lejtői alatt, a gerinccel párhuzamosan ereszkedik a Arabba síközpont és a Buchenstein-völgy (Fodóm-völgy / Livinallongo) felé. A Buchenstein-völgy északi oldalát, a Padon-gerinccel szemben a Col di Lana tömbje uralja. A Buchenstein-völgy útjáról kelet felé a Falzarego-hágó útja ágazik ki.
A Padon-gerinc déli lejtője a Marmolada hegykatlannal néz szembe. A déli lejtők a Fedaia-tó és a Fedaia-hágó völgyébe ereszkednek. Maga a gerinc délkeleten Malga Ciapela és Rocca Pietore fölött végződik, legkeletibb tömbje a Pettorina patak völgye fölé nyúlik. A hegylánc legmagasabb csúcsa a 2727 m (2762 m magas La Mesola (más néven Bec de Mezdi) csúcs.

## Geológia
A Padom-gerinc kőzetének jellege erősen különbözik a környező Dolomitokat alkotó dolomitkőtől. Vulkáni eredetű, sötét színű, hasadékokkal erősen tagolt, töredezett szerkezetű. Hasonló felépítésű a szomszédos Col di Lana / Monte Sief geológiája. A megmerevedett lávalerakódások a Pennini-óceánban keletkeztek, a triász korszak középső szakaszában. A dolomitkőnél kevésbé kemény, emiatt az időjárás erősebben porlasztja, koptatja.

## Történelme
Az első világháború második évében, 1915. május 23-án az Olasz Királyság hadat üzent az Osztrák–Magyar Monarchiának. Az államhatár Dolomitokban húzódó szakasza magashegyi hadszíntérré vált. A császári és királyi csapatokat hegyi erődökben összpontosították, hogy a völgyekben indított támadásokat lehetetlenné tegyék. A front itteni szakasza a Hayden (Cortina d’Ampezzo) városát uraló Tofanáktól a Valparola-hágón a Pordoi-hágóig, onnan a Padon-gerincen és a Marmoladán át haladt tovább délnyugatnak. A Pordoi-hágó térségében az osztrákok a Sella-csoport körüli hágókat védték, az olaszok keletről, a Buchenstein-völgy (Fodóm / Livinallongo) nyugati kijárata felől támadtak, hogy áttörjenek a Campolongo-hágóhoz, és onnan a Puster-völgy és Tirol belseje felé.
A Fodóm-völgyet északról a Col di Lana és Monte Sief hegycsúcsok osztrák erődítményei védelmezték. A Padon-gerinc keleti részét az olaszok foglalták el, nyugati felét az osztrákok védték. A Padon-gerinctől délre az olaszok a Pettorina völgye (Malga Ciapela) felől támadták a Fedaia-hágót, hogy átjussanak a Fassa-völgybe. A Marmolada tömbje az osztrák–magyar erők kezén volt, a déli főgerincet a háború egész tartama alatt szilárdan megtartották. A „kő és jég közt” (in Fels und Eis) vívott véres küzdelem fennmaradt emlékei ma is láthatók: magashegyi állások, lövészárkok, épületek maradványai, szállításra használt ösvények, sziklába vágott alagutak, lőrések, kavernák. Egy részüket restaurálták, így pl. a Padon-gerincen egy katonai függőhidat is. A katonai célokra épített ösvényeket, mászóutakat modern vasalt mászóutakká alakították át, melyeket a hegymászók használhatnak. Ezek közül a leglátványosabb a Trincée („lövészárok”) nevű via ferrata. A gerinc keleti felén, a déli mentén egy olasz katonai alagutat is be lehet járni, melynek lőrései és figyelőablakai az osztrák–magyar csapatok által védett Marmolada-gleccser felé néznek.
A La Mesola (Bec de Mezdi) csúcs közelében az olaszok vízszintes teraszt alakítottak ki, itt fényszórókat állítottak fel, éjszaka ezekkel világították meg a Buchenstein-völgy északi oldalán szemközt emelkedő Col di Lana hegy ostromlott osztrák–magyar védőállásait.

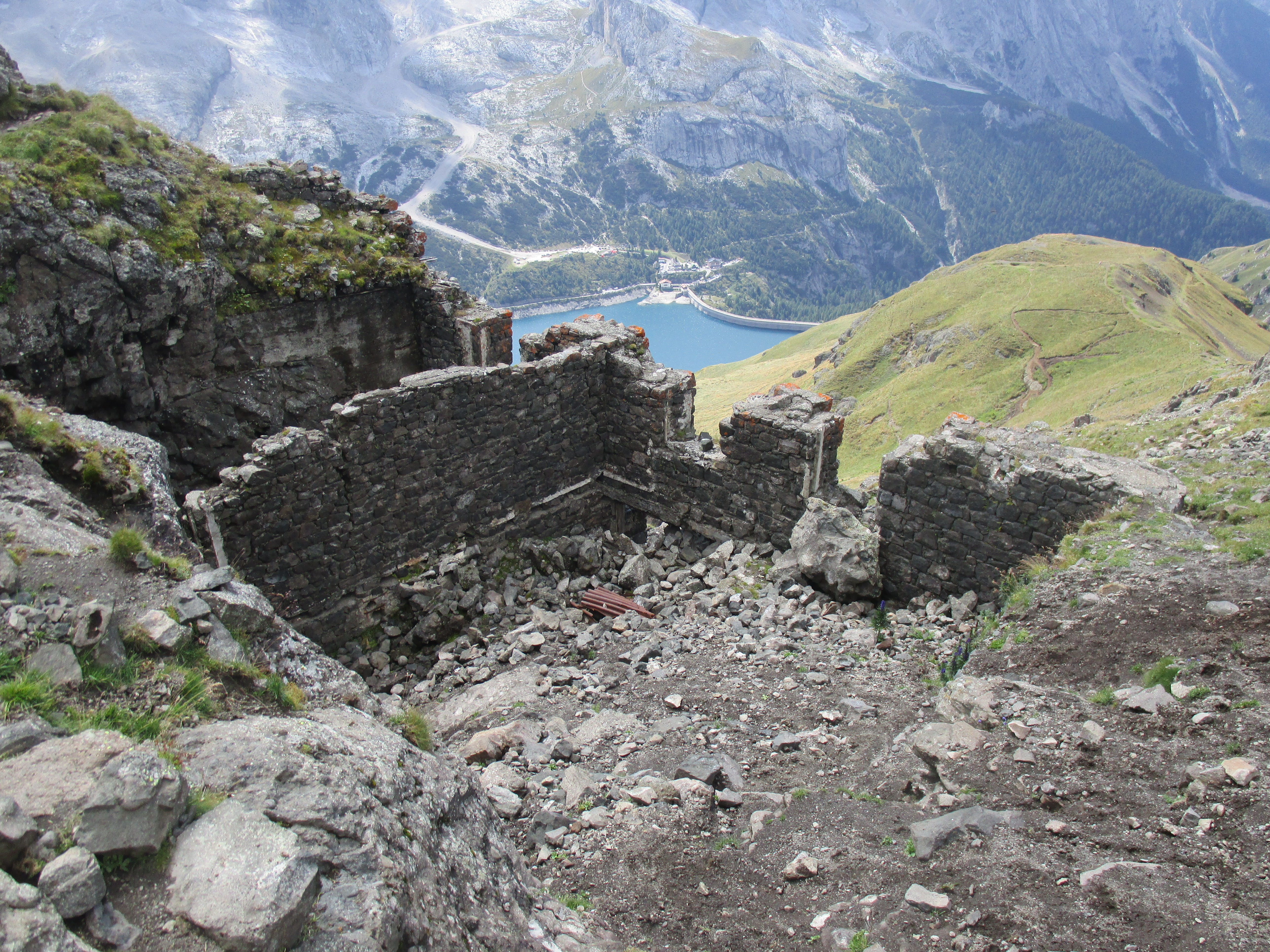
Világháborús olasz állások romjai, alatta a Fedaia-tó, Marmolada
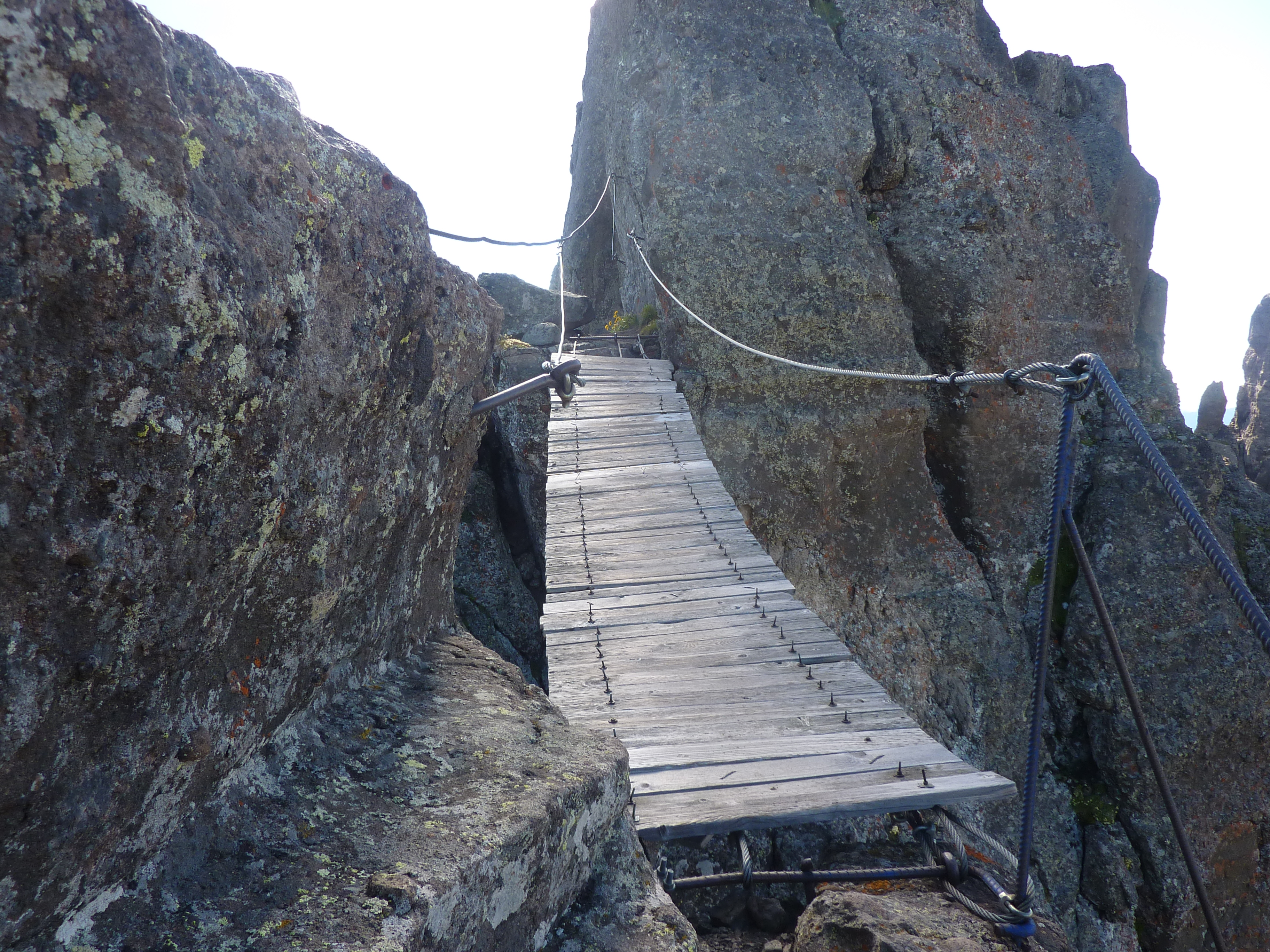
Helyreállított függőhíd a Trincée („lövészárok”) mászóúton
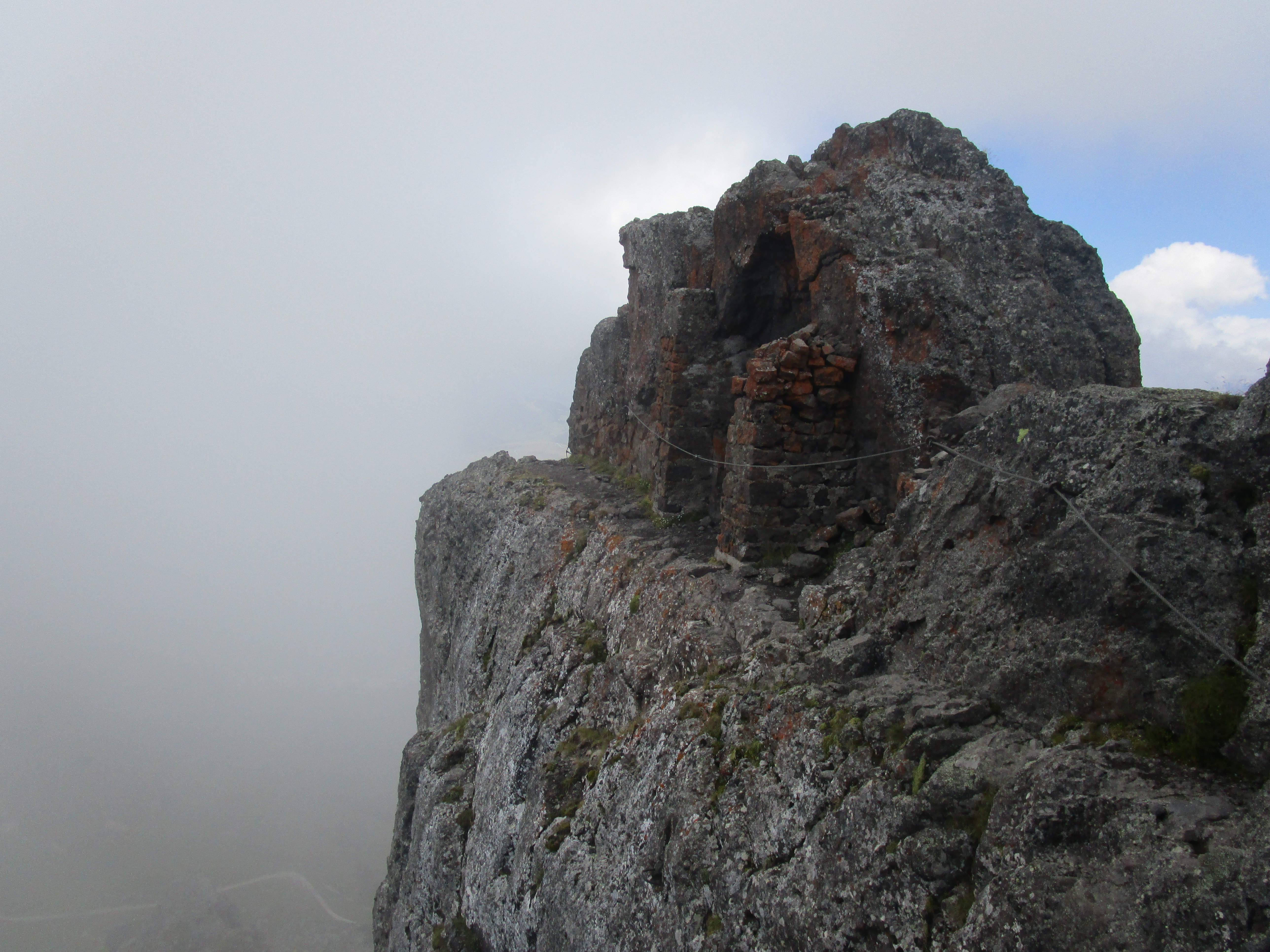
Sziklába vágott őrhely a La Mesolától keletre
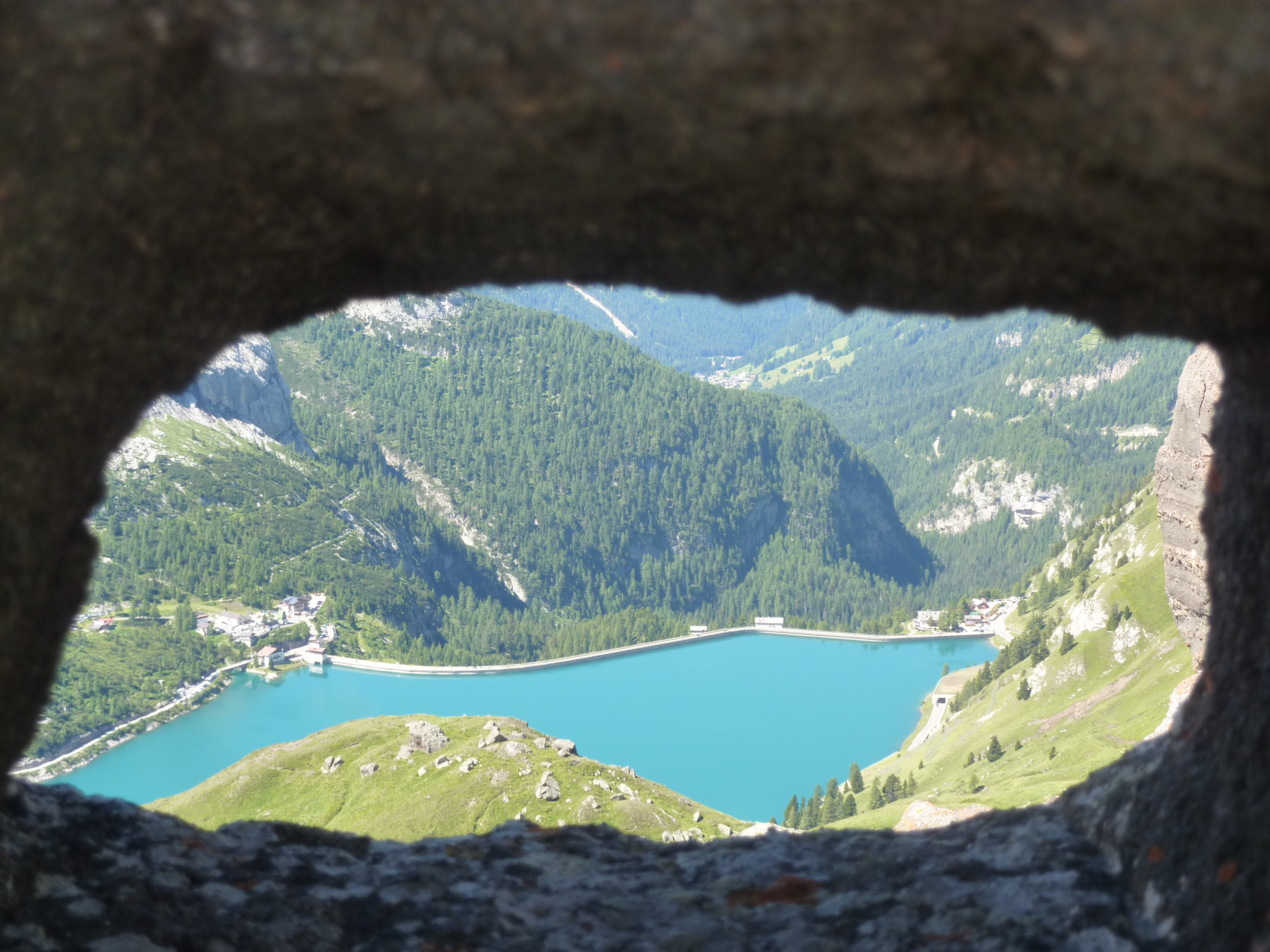
A Fedaia-tó a „Trincée” lőréséből nézve

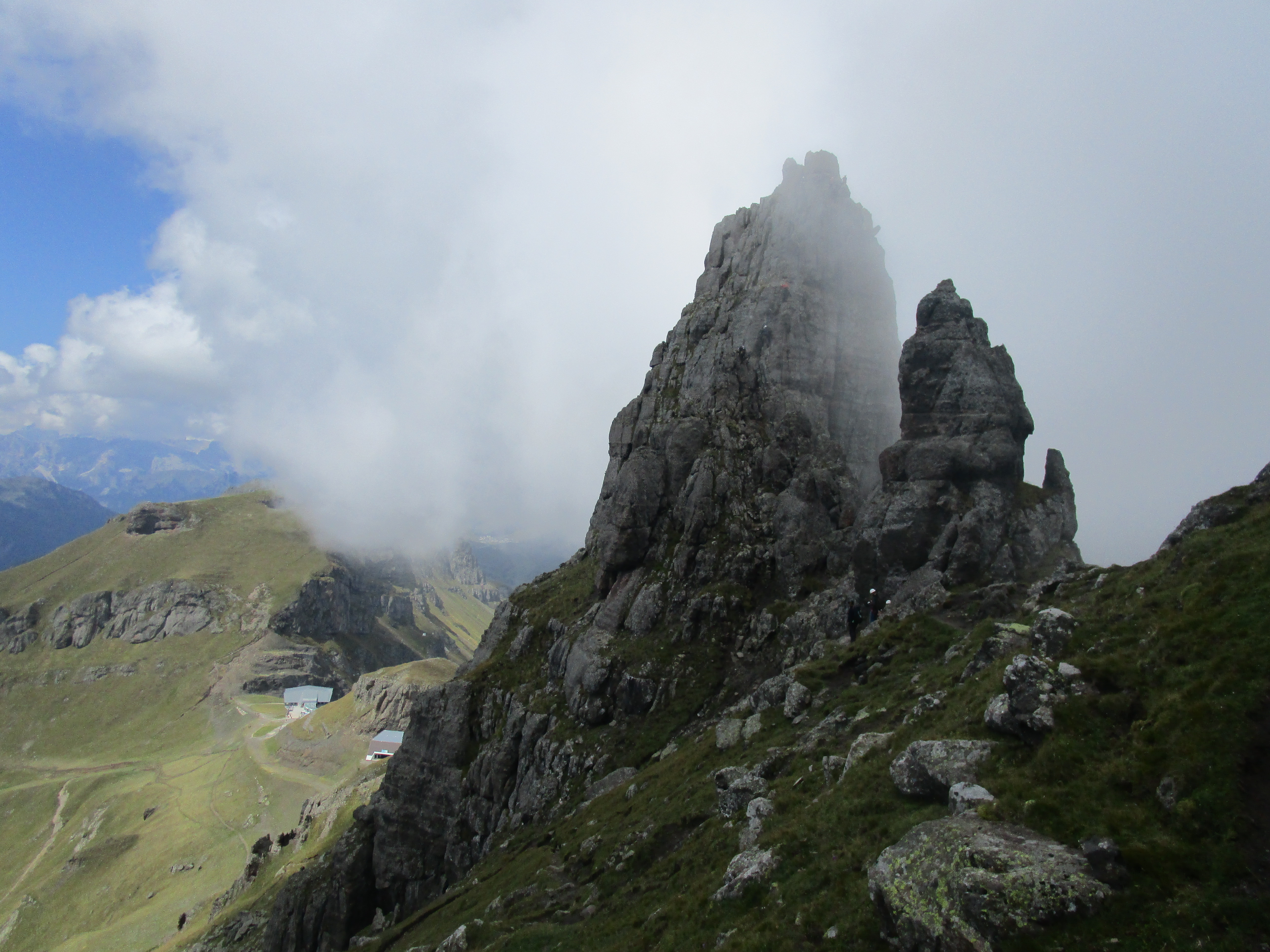
A La Mesola (Bec de Mezdi) csúcs keletről nézve

## Turizmus, sport
A Padon-hegylánc középső szakaszán, a hasadékokkal szabdalt gerincre vezet fel a Via ferrata delle Trincée (németül: Schützengraben-Steig, lövészárok-mászóút). Az egykori világháborús katonai utak és kapaszkodók nyomvonalán vezet, vaslétrákkal és drótkötelekkel biztosított falakon. Az alpinisták által igen kedvelt útvonal több szakasza nagyon kitett mászást igényel, nehézségi besorolása 'D' osztályú, csak gyakorlott hegymászóknak ajánlott.
A „Trincée” folytatása az Alta via delle Creste (németül: Grathöhenweg, a „perem-magasút”), ahol két sziklába vájt alagúton is át kell haladni. (Bejárásukhoz fejlámpa, kézilámpa szükséges). Az északi hegyoldalban, a Pordoi-hágó útjáról a Padon-hágóba vezet fel a Sentiero Geologico di Arabba („Arabbai Geológus-ösvény”).
A Padon-gerinc nyugati felén, a déli lejtőn, a gerinccel párhuzamosan halad a Bindel-út (németül: Bindelweg, ladin nyelven Vièl dal Pan). Ez egy viszonylag könnyen járható, népszerű panoráma-ösvény. Nevét Karl Bindel (1857–1909) német hegymászóról kapta, aki a Német Alpesi Szövetség egyik vezetőjeként sokat tett az itteni túraútak feltárásáért, menedékházak építéséért. Az út a Pordoi-hágóból indul, elhalad a Sass Becè csúcs (és menedékház), majd a Col del Cuc (2563 m) mellett a markáns Sasso de Capelló-ig (Sas Ciapel, 2557 m), innen kelet felé csak nehéz mászóutak visznek tovább. Itt vissza kell fordulni a Pordoi hágó felé,  vagy a déli hegyoldalon le lehet ereszkedni a Fedaia-tó keleti végéhez (2054 m). A Bindel-út régen kereskedelmi málhás ösvényként szolgált, melyen főleg lisztet szállítottak, szamárháton. A gerinc nyílt déli lejtőin, szintvonalon haladó Bindel-út hosszú szakaszain szép panoráma-kilátás nyílik a szemben fekvő Marmolada csúcsaira, a Marmolada-gleccserre és a Fedaia-tóra. A Bindelweg ösvényét mountain bike-osok is használják. 2016 nyarán a kerékpárosok számára fenntartott „single track” ösvények megnyitását tervezik, melyek központja a Porta Vescovo nyereg (és menedékház) lesz.
Télen a Padon-gerinc sípályái a Sella-csoportot körülfutó Sellaronda pálya- és síliftrendszer részét alkotják. A liftek és sípályák a Dolomiti Superski regionális sípálya-szövetség részei, az Arabba–Marmolada zóna bérletei is használhatók. A gerincen két nagyobb hegyállomás található, nyugaton a Forcella Europa (2538 m) és nyugatabbra a Porta Vescovo (2478 m). A Padon-gerinc északi pályái Arabbába visznek le. A Porta Vescovo-nyeregbe kabinos felvonó, a Padon-hágóba ülőliftek visznek fel, ezek nyáron is működnek, a hegyjáró turistákat szállítják. A déli lejtő sípályáin a Fedaia-hágóba lehet lecsúszni, itt becsatlakozhatunk a Marmolada főgerincéről ide érkező hosszú „Bellunese” sípályába, ezen tovább Malga Ciapelába, a Marmolada-felvonók völgyállomásához juthatunk.
Nyugaton Canazei síterepe, a Belvedere a hasonló nevű sziklatömb körül fekszik. A Pordoi-hágó sípályái Arabbán keresztül kapcsolódnak a Padon-gerinc pályáihoz.

## Képgaléria

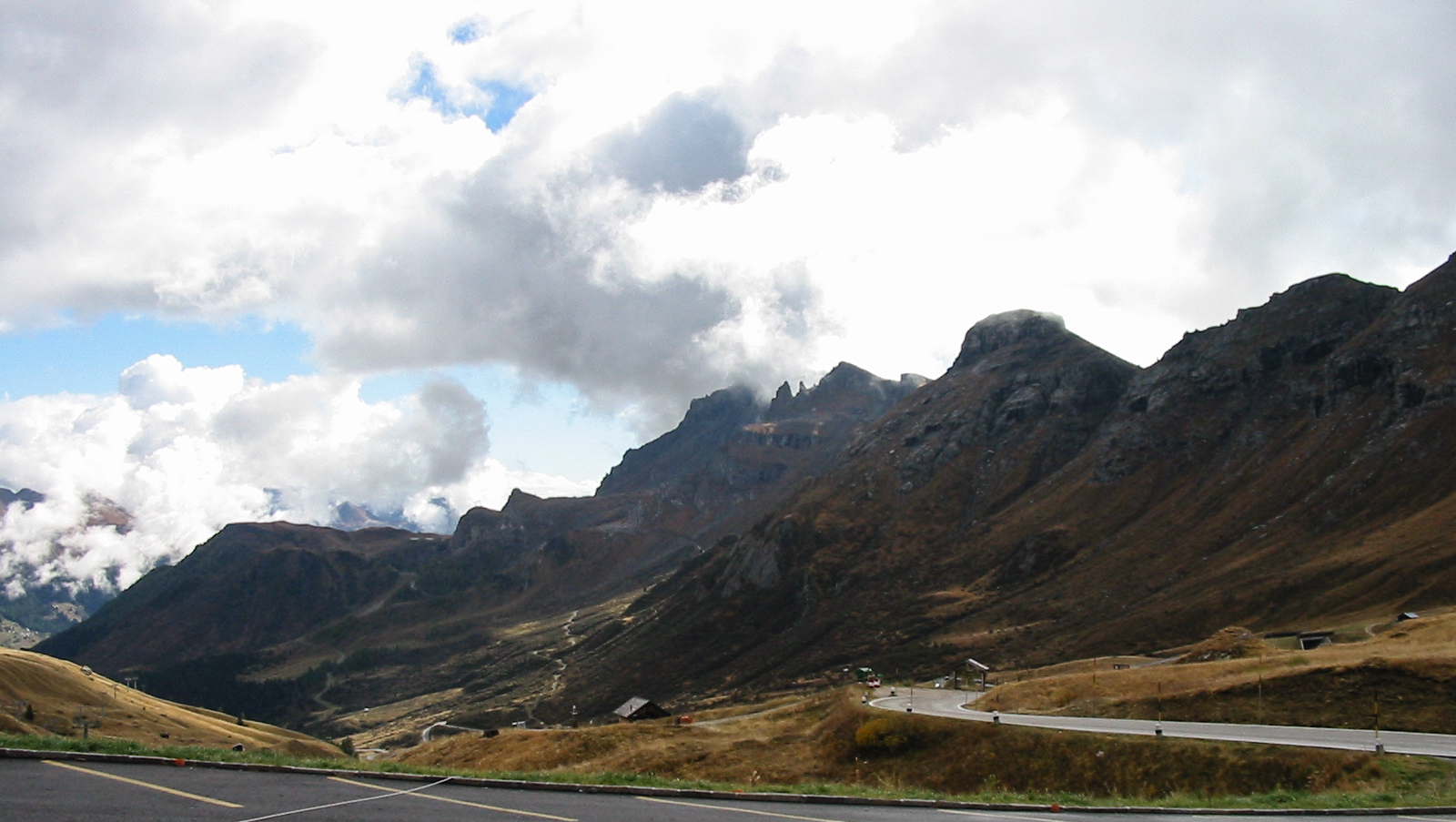
A gerinc északi oldala, a Pordoi-hágó útja fölött
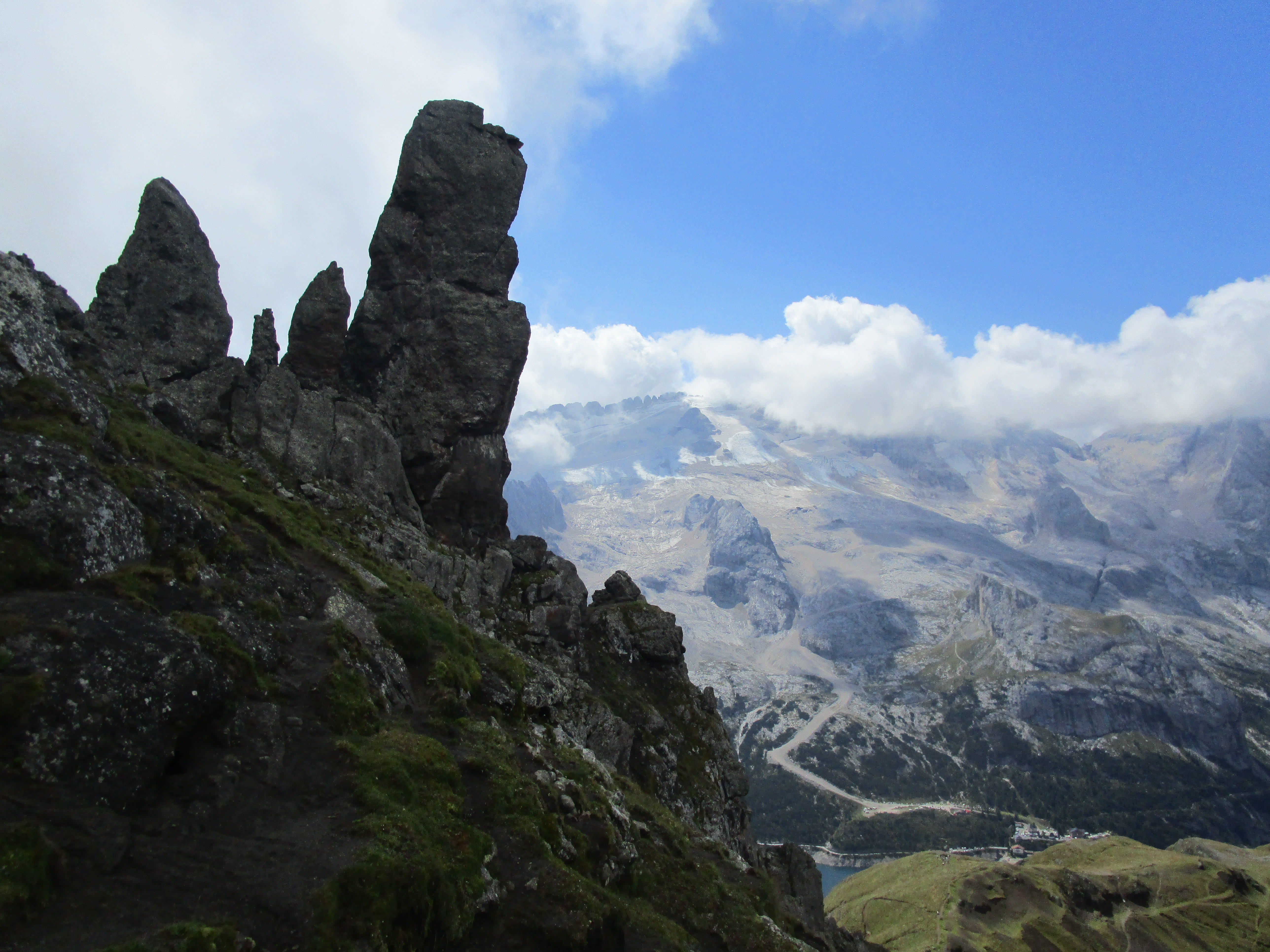
Kilátás a gerincről a Marmoladára
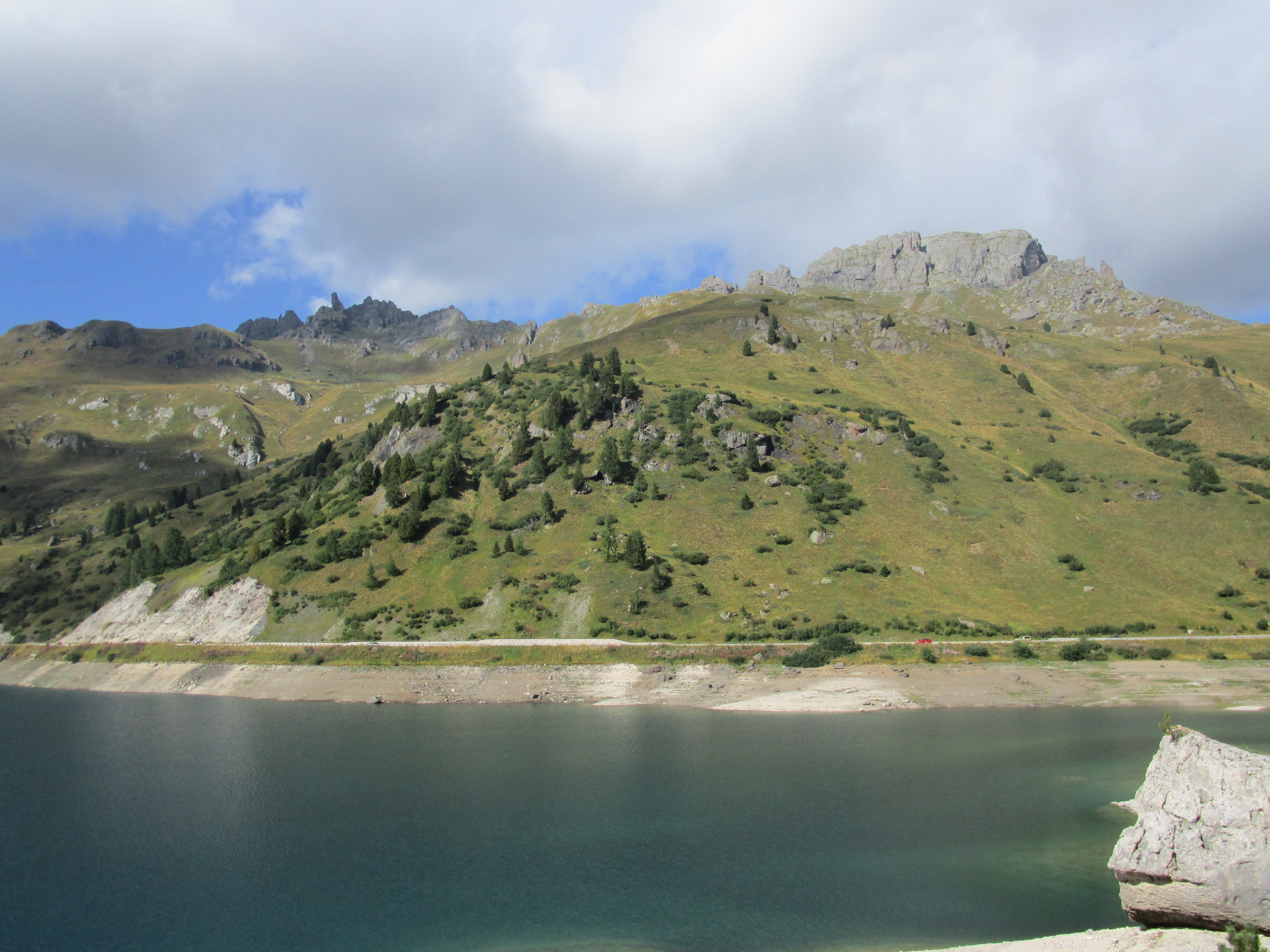
A Padon-gerinc a Fedaia-tó déli partjával
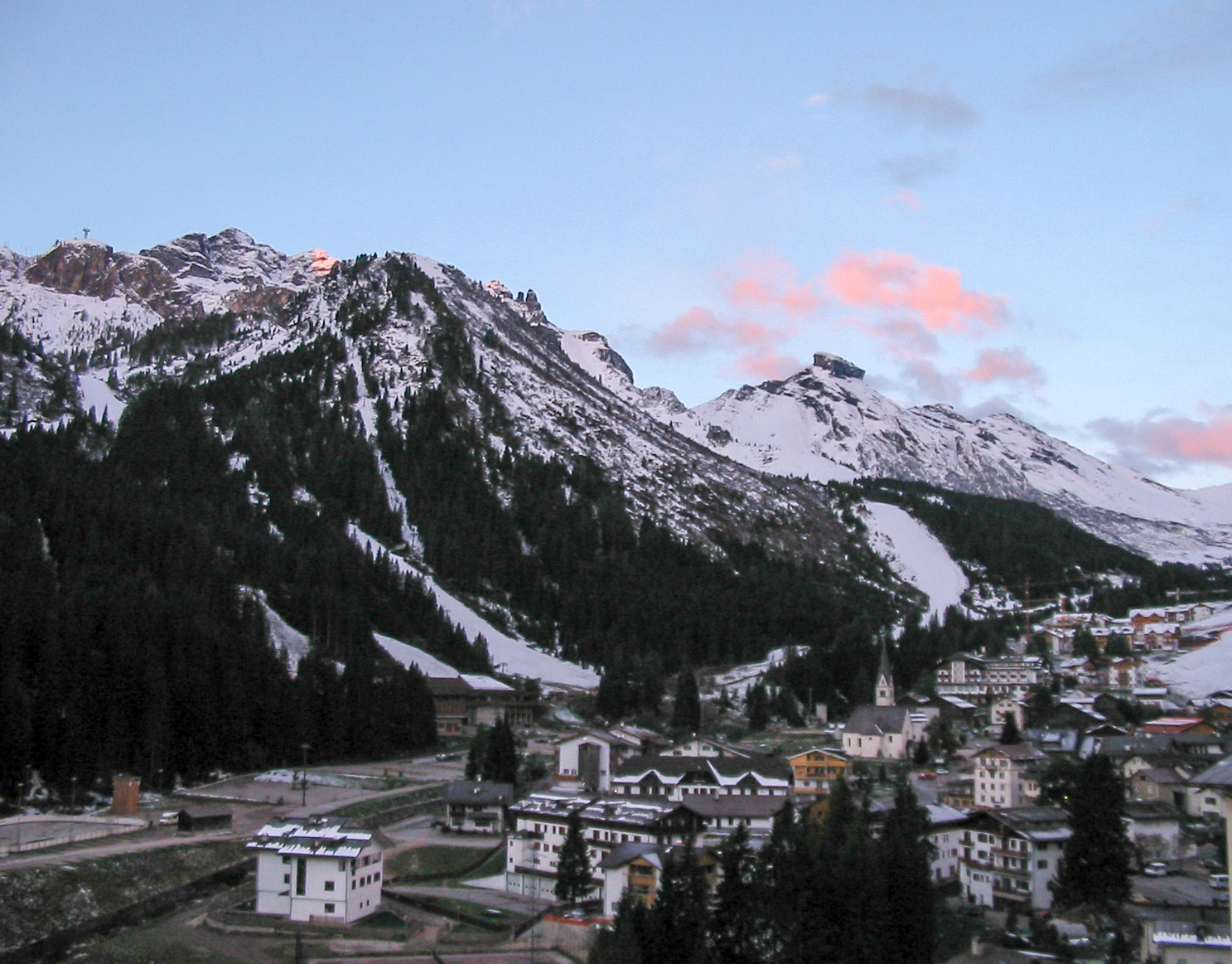
Arabba felől: középen La Mesola-csúcs, jobbra Sasso Capello
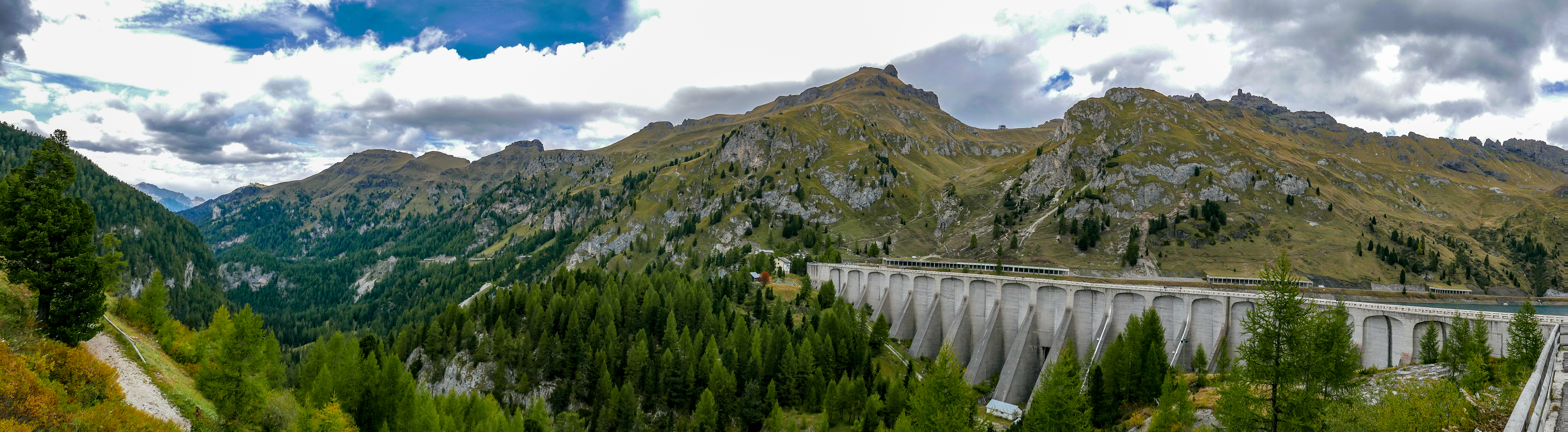
A gerinc délről, a Fedaia-tó gátjával

| - La Mesola (Bec de Mezdi) (2727 m) - Belvedere (2650 m) - La Mesolina (Monte Mesola) (2642 m) - Le Forfes (2585 m) - Col del Cuc (2563 m) - Sasso de Cappello (Sas Ciapel) (2557 m) - Cima Crode Larice (2535 m) - Sasso Becce (2534 m) | - Bivacco Bontadini (2552 m) - Rifugio Luigi Gorza, Porta Vescovo (2478 m, csak télen) - Rifugio Viel dal Pan (2432 m), Forcella Europa (nyereg) - Rifugio Passo Padon (2407 m), Padon-hágó - Rifugio Fredarola (2400 m) - Rifugio Sass Becè (2380 m) - Rifugio Migon (1660 m) |